# Botryobasidium longisporum
Botryobasidium longisporum är en svampart som beskrevs av G. Langer 1994. Botryobasidium longisporum ingår i släktet Botryobasidium och familjen Botryobasidiaceae.   Inga underarter finns listade i Catalogue of Life.

## Bildgalleri

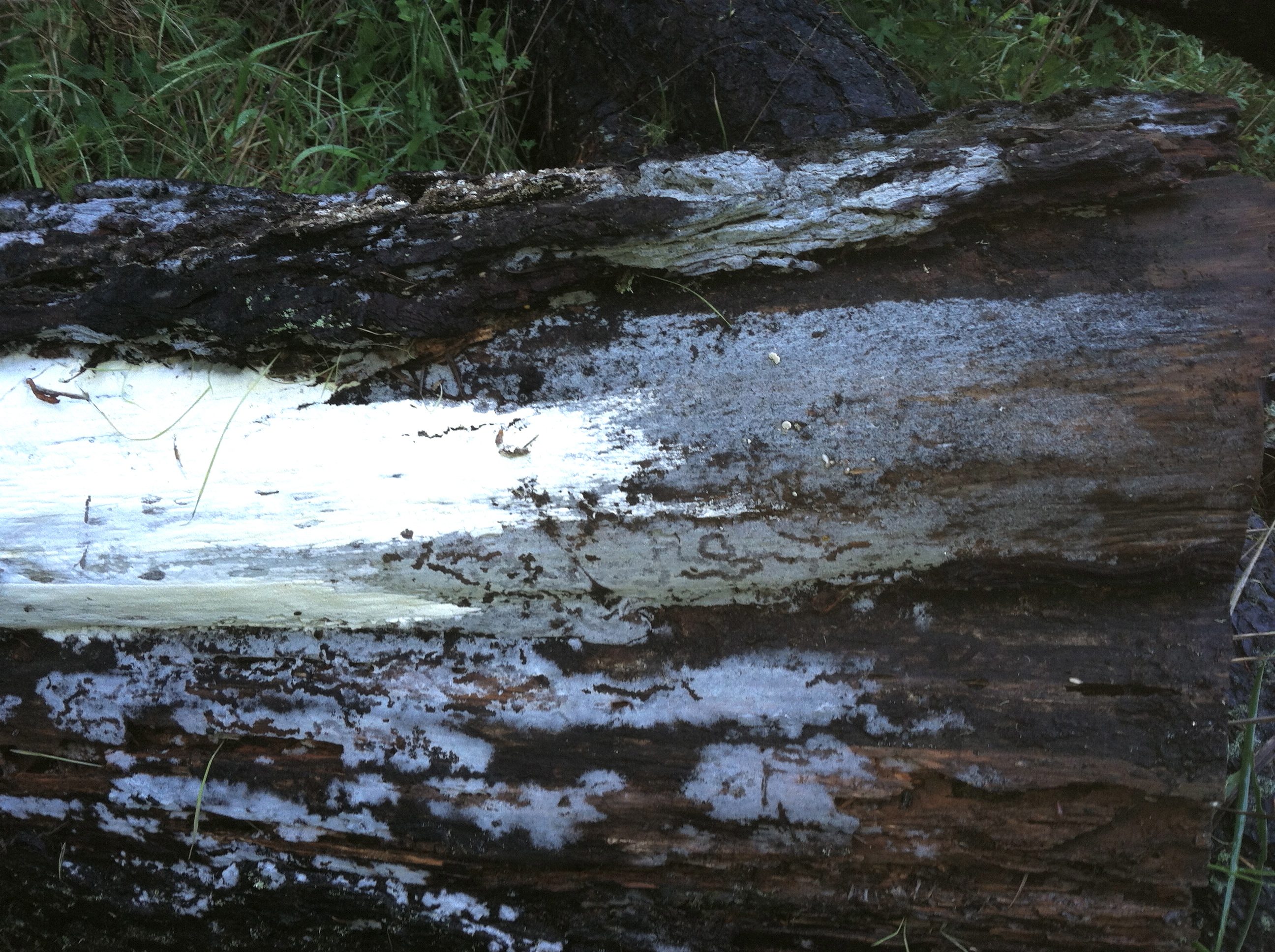